# Arturo Berned
Arturo Berned (Madrid, España, 26 de mayo de 1966) es un escultor español cuyas obras se conciben a partir de leyes matemáticas y trazados geométricos cargados de simbolismo. En 1993 se licencia en Arquitectura, actividad que durante varios años compatibilizará con la escultura. A partir de 2000 opta de forma definitiva por su trabajo escultórico.

## Biografía
Nace en Madrid el 26 de mayo de 1966. En 1993 se licencia en la Escuela Técnica Superior de Arquitectura de la Universidad Politécnica de Madrid.
Tras recibir varias becas, completa sus estudios y efectúa sus primeros trabajos como arquitecto y urbanista en Londres, Oxford, Turín y México, estableciéndose en Madrid a finales de los años noventa del siglo pasado, momento en el que se vincula con el Estudio Lamela Arquitectos.
En el Estudio Lamela desempeña el cargo de Director de Proyectos y Obras, y participa en proyectos como la Terminal T4 del Aeropuerto de Madrid–Barajas (Richard Rogers) o la Ciudad Deportiva del Real Madrid.

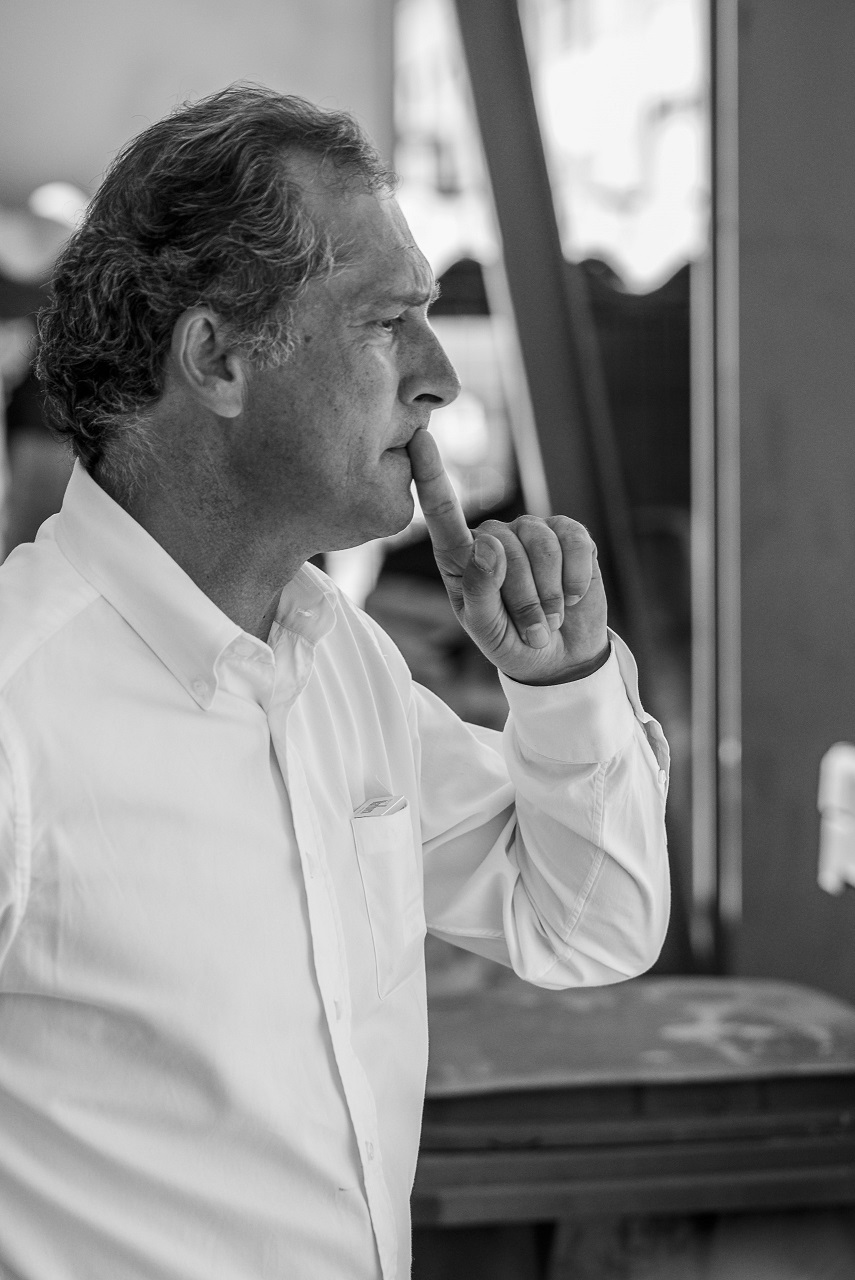
Arturo Berned

A principios de 2000 gana el 1.º premio del Concurso Nacional de Proyecto y Obra de Arquitectura por el Hospital Infanta Leonor en Madrid, el cual proyecta junto con Ramón Araujo y Luis Vidal + architects. En ese mismo año obtiene el 1.º premio en el Concurso Internacional Puerta Escultura Flagship LOEWE.
Ese será el punto de partida para que comience a desarrollar plenamente su vocación escultórica. Empieza una época dedicada a la investigación en las formas y los materiales que definirán las señas de identidad de su propuesta artística. Fruto de este trabajo presenta durante 2008 en Madrid su primera exposición individual de escultura.
Tras años de trabajo y exposiciones, en 2012 el IVAM acoge la que es, hasta la fecha, su exposición más ambiciosa. La institución valenciana selecciona más de 50 obras que recorren buena parte de su trayectoria artística.
Un año después se convierte en el primer artista español que forma parte de la colección de Christian Dior a través de la exposición “Lady Dior As Seen By”, inaugurada en Hong Kong (en la que artistas de todo el mundo versionan el icónico bolso Lady Dior).
Uno de sus últimos trabajos es la participación en el año dual España-Japón (junio de 2013-julio de 2014) donde presentó un proyecto escultórico apadrinado por el arquitecto japonés Toyo Ito (premio Pritzker en 2013). La exposición consta de ocho esculturas de gran tamaño, fruto de sus vivencias en Japón, a través de las cuales rinde homenaje a las gentes y costumbres japonesas. Con esta exposición, el artista dio por finalizada su propuesta expositiva MU, un término que se refiere a un papel en blanco, a una actitud abierta sin ideas preconcebidas ni prejuicios.

## Trabajo
Arturo Berned concibe las esculturas a partir de leyes matemáticas y formas geométricas, y emplea una elevada precisión técnica y una producción muy depurada. El resultado es una obra conceptualmente abstracta creada sobre la base de la proporción áurea (también conocida como número de oro, o número phi).
El material que utiliza habitualmente es acero (corten, inoxidable, lacado), aunque algunas de sus piezas las produce en aluminio o bronce.
Sus esculturas tienen diferentes tamaños, pero es el formato monumental o urbano el que mejor define su trabajo, quizá por influencia de su formación como arquitecto y urbanista.
Trabaja a escala nacional e internacional, habiendo participado en exposiciones y encargos en Los Cabos, Miami, Madrid, Marbella, Zaragoza y Tokio.

##### Palacio Real Estocolmo

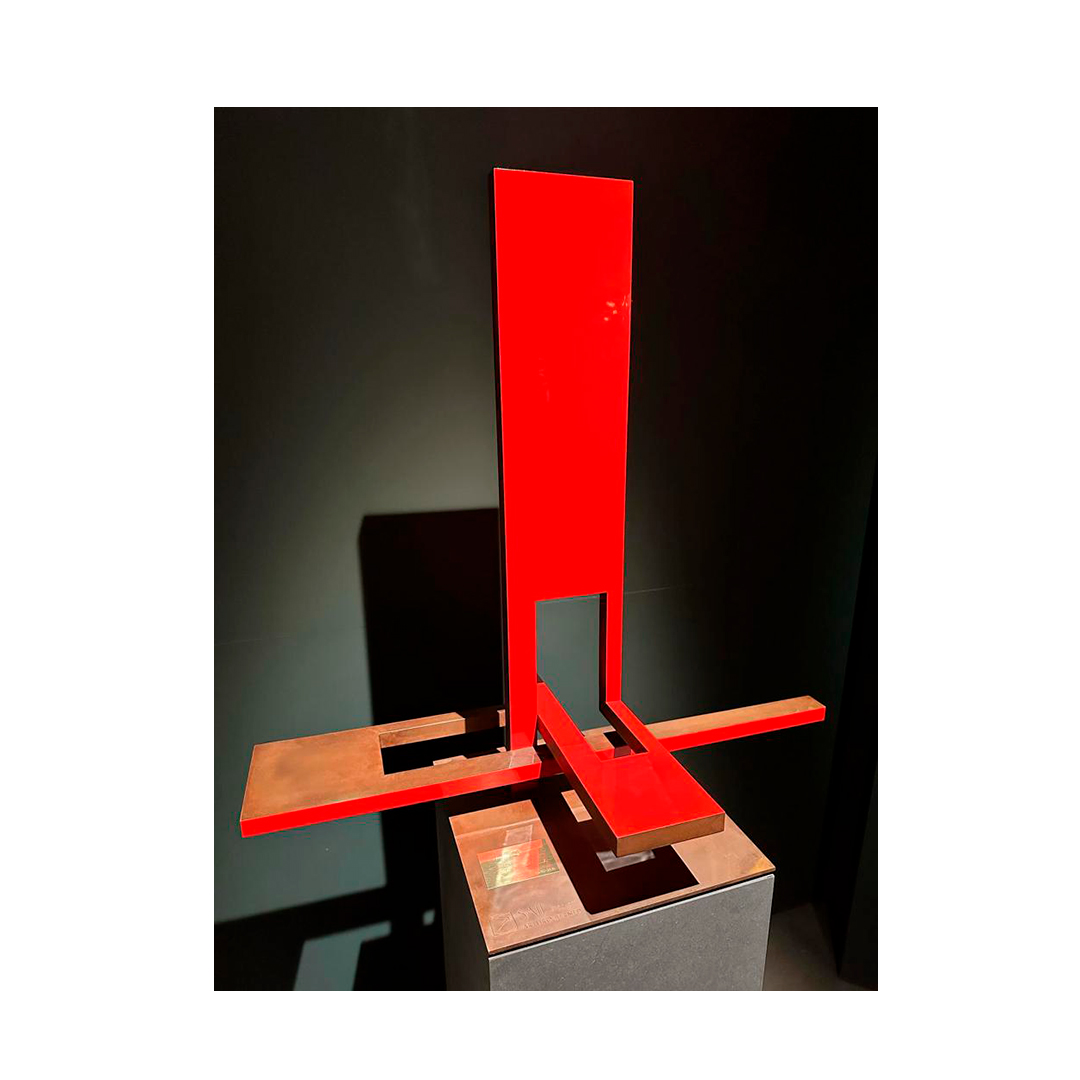
Vela VII, Arturo Berned encontrada en el Palacio Real de Suecia

La Corte Real de Suecia acoge la gran exposición: «Vasa to Bernadotte: Culture in Service of the Realm, 1523 – 1973 – 2023» en el Palacio Real de Estocolmo. Hasta enero del 2024 se podrá visitar esta exposición con motivo de una doble celebración: conmemora los 500 años de la Monarquía y los 50 años de reinado del Rey Carlos XVI Gustavo. La exhibición recorre la historia de la Monarquía de Suecia, con objetos de gran significado cultural e histórico exquisitamente seleccionados.
VELA VII (2012) realizada en acero corten oxidado y parcialmente lacada en rojo, fue un regalo de los reyes de España, Felipe VI y Letizia a los monarcas de Suecia, Carlos XVI Gustavo y Silvia, durante su visita a su país en noviembre del 2012. Es una larga tradición que en las visitas oficiales haya un intercambio de regalos entre los monarcas como símbolo de buena voluntad entre ambos países, y es un honor que VELA VII sea parte de esta tradición. 
VELA VII  mide 39,3 cm de alto, con una longitud de 80,1 cm y una anchura de 85,7 cm.

##### Ritz Carlton Zadún, Los Cabos, Baja California, México

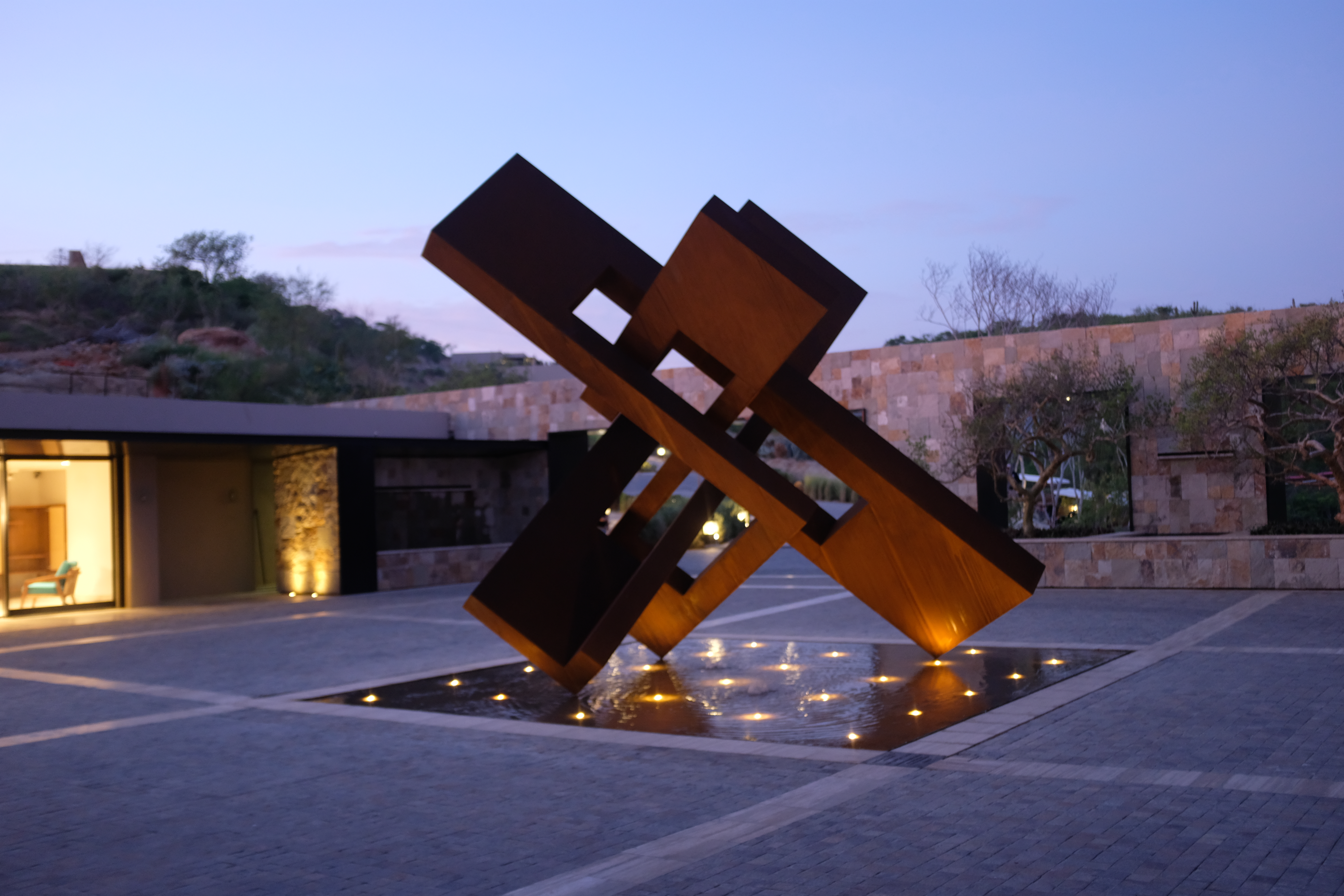
Cabeza Ritz Carlton de Arturo Berned en Ritz Carlton Zadun, México

Zadún, a Ritz-Carlton Reserve, ha sido nombrado ganador en los 2020 LIV Hospitality Design Awards, en la categoría Diseño Arquitectónico Resort de Lujo en destinos de playa.
La escultura de Arturo Berned, CABEZA RITZ CARLTON, en acero corten oxidado y de casi 5 metros de altura, recibe a los clientes de este prestigioso complejo hotelero en Los Cabos de Baja California.
Los huéspedes de Zadún están en estrecho contacto con la naturaleza, en una atmósfera relajada y alejada del estrés de la vida diaria, reconectando con ellos mismos en un entorno natural único donde los materiales locales (piedra, madera, mármol, aluminio y acero corten) están perfectamente integrados en la arquitectura y el paisaje.
Ritz Carlton Cabeza está hecho de placas de acero corten de 6 a 10 mm (0,24 a 0,39 pulgadas) de espesor y tiene un acabado oxidado. La escultura mide 478 cm (188 pulgadas) de alto, 543 cm (214 pulgadas) de largo y 426 cm (168 pulgadas) de ancho. Pesa 3.695 kg (8.146 lb). 
Banco BHD, Santo Domingo, República Dominicana
En octubre de 2024, el Banco BHD inauguró la escultura Cabeza BHD en el Campus Financiero BHD en Santo Domingo, República Dominicana. Con una altura de 2,3 metros, esta escultura de acero corten con acabado oxidado encarna la característica abstracción geométrica de Berned, integrándose perfectamente en el entorno arquitectónico del campus. 
La ceremonia de inauguración fue presidida por Luis Molina Achécar, presidente del Centro Financiero BHD, junto a los ejecutivos del Banco BHD, Luis Lembert, gerente general, y Josefina Navarro García, vicepresidenta sénior de comunicación corporativa y responsabilidad social. 
¨Cabeza-BHD es una pieza que viene a complementar el urbanismo interno de BHD, una motivación que ha estado presente a lo largo de la construcción de las edificaciones de este campus que busca que los elementos se integren armoniosamente al entorno urbano. ... Esta valía por el arte desde el nacimiento del BHD es un legado de nuestros fundadores y está dentro de nuestra cultura. Cabeza-BHD ahora pasa a ser parte de nuestra historia, de la historia arquitectónica que acompaña al Campus Financiero BHD¨

##### Coral Gables, Miami, EEUU
La escultura monumental CABEZA MIAMI de Arturo Berned fue creada en 2019. Producida en chapa de acero corten de 6 mm de espesor y con un acabado chorreado y oxidado, esta obra está ubicada en un proyecto residencial de Coral Gables, en la South Dixie Highway.
CABEZA MIAMI tiene una altura de 373 cm, con un largo de 328 cm y un ancho de 516 cm, su gran tamaño llama la atención de los viandantes que pasan por la zona.

##### Año Dual, España y Japón
Arturo Berned y el arquitecto japonés, galardonado con el Premio Pritzker 2013, Toyo Ito, colaboraron en la creación del Proyecto MU. Este proyecto, concebido con motivo del Año Dual España-Japón,  rinde homenaje a la cultura japonesa y  su exhibición tuvo lugar  en el Grin Grin Park de la ciudad japonesa de Fukuoka.
“MU” es un término que se refiere a un papel en blanco, a una actitud abierta sin ideas preconcebidas ni prejuicios, un homenaje a Japón y a su gente.
“Las esculturas de Arturo Berned son una combinación de planos triangulares de acero soldados, formando diferentes configuraciones y ángulos. Las piezas están dotadas de una extraña dualidad. Son como hojas afiladas que cortan la tierra, pero también transmiten una sensación de frescura, como hojas nuevas que brotan de su vientre. Parecería que son creaciones contrarias a la naturaleza y ,sin embargo, se funden con ella. Transmiten una sensación de fuerza muy occidental, pero al mismo tiempo están dotadas de la sutileza y la sensibilidad del origami, “ Toyo Ito sobre las esculturas del Proyecto MU de Arturo Berned.
La exposición de este proyecto colaborativo tuvo lugar desde el 1 de abril hasta el 30 de septiembre de 2014 en el Grin Grin Park de la ciudad japonesa de Fukuoka. La escultura que cierra la exposición es CABEZA AÑO DUAL,  que está instalada frente a Sengokuyama Mori Tower en ARK Hills en Tokio. Esta obra fue regalada a la ciudad de Tokio por Francisco J. Riberas, presidente de Gestamp y patrocinador de la exposición. La escultura encarna los más de 400 años de estrecha relación entre España y Japón.
CABEZA AÑO DUAL consiste en una “cinta”, de sección variable de 24 metros de longitud que se envuelve a sí misma, generando una escultura de 2,27 m de altura, con un largo de 3.38m de largo y una anchura 2.24m. Creada con planchas de acero inoxidable de 5mm de grosor y con un acabado pulido, su peso es de 1.253 kg.

##### El regalo del Rey Felipe VI y la Reina Letizia de España al Emperador Akihito de Japón
En 2017, los Reyes de España, Don Felipe y Doña Letizia, realizaron una visita official a Japón para celebrar el crecimiento de las excelentes relaciones entre ambos países. Entre los regalos que los monarcas españoles entregaron a los emperadores de Japón,  estaba la escultura HIKARI (Protección) de Arturo Berned.
HIKARI (Protección) fue producida en 2014 en plancha de acero inoxidable de 5 mm de grosor, acabado pulido y con unas medidas de 71 cm de alto, 60 cm de largo y 54 cm de ancho. 

## Exposiciones
- Lady Dior House Event, Singapur (2024)
- Lady Dior House Event, Ho Chi Minh, Vietnam (2024)
- Palacio de Bellas Artes (ArtFiaci), Santo Domingo, República Dominicana (2024)
- Museo Arte Moderno (ArtFiaci), Santo Domingo, República Dominicana (2024)
- Arco 2024, Madrid, España (2024)
- Museo Francisco Sobrino, Guadalajara, España (2024)
- Palacio Real Estocolmo - Vasa to Bernadotte, Estocolmo, Suecia (2023)
- ARCO MADRID, Madrid, España (2023)
- Museo de Arte Contemporáneo - Christian Dior Designer of Dreams, Tokio, Japón (2023)
- Palm Beach Modern + Contemporary, Miami, EEUU (2021)
- ARCO MADRID, Madrid, España
- Club Matador, Madrid, España (2022)
- Galería Art of the World, Houston, EEYY (2021)
- Museo Westbund, Shanghái, China (2021)
- Museo Mocaup, Shenzhen, China (2021)
- ARCO MADRID, Madrid, España (2021)
- Michael Fuchs Galerie, Berlín, Alemania (2021)
- ARCO LISBOA 2020, Lisboa, Portugal (2020)
- ARCO 2020, Madrid, España (2020)
- Galería Fernámdez Braso, Madrid, España (2019)
- Bienalle Arte Beijing, Beijing, China (2019)
- ARCO 2019, Madrid, España
- Art Basel, Hong Kong, China (2018)
- ARCO 2018, Madrid, España (2018)
- Galería Leon Tovar, Nueva York, EEUU (2017)
- ARTBO 2016, Bogotá, Colombia (2016)
- Promoarte, Tokio, Japón (2016)
- ARCO LISBOA 2016, Lisboa, Portugal (2016)
- Langen Foundation, Neuss, Alemania (2016)
- ARCO 2016, Madrid, España (2016)
- Galería Aurora Vigil-Escalera, Gijón, España (2016)
- Galería Semmingsen, Oslo, Noruega (2016)
- Art Aspen, Aspen, EEUU (2015)
- Art Marbella, Marbella, España (2016)
- Dior Gallery, Seúl, Koreal (2015)
- Botique Dior, Tel Aviv, Israel (2015)
- Sculpture Show Miami, EEUU (2014)
- Galería Sammer, Miami, EEUU
- Feria Art, Miami, EEUU (2014)
- Escultura Ibero-Americana Promo-Arte, Tokio, Japón (2014)
- Art Aspen, Aspen, EEUU (2014)
- PIE (Parque Internacional de Esculturas), Madrid, España (2014)
- Representante de España en el Año Dual España-Japón, Fukuoka, Japón (2013-2014)
- “Lady Dior as seen by”, Hong Kong (2013)
- Bienal del Sur, Panamá (2013)
- Art Madrid ´13, Madrid, España (2013)
- IV Bienal Arte Contemporáneo ONCE, Madrid, España (2012)
- “Escultura en proceso”, Museo IVAM, Valencia, España (2012)
- Espacio de Las Artes, Madrid, España (2011)
- Feriarte, Madrid, España (2011)
- (1+√5)/2, Edificio Leitner, Madrid, España (2011)
- Art Madrid ´11, Madrid, España (2011)
- Exposición “Escultores contemporáneos” en el Bosque de Acero, Cuenca, España (2010)
- Galería Ansorena, Madrid, España (2010)
- Centro Comercial El Zielo, Madrid, España (2009)
- Open Art Fair, Holanda, Galería Gaudí (2009)
- Galería Gaudí, Madrid, España (2009)
- Art Madrid ´09, Madrid, España (2009)
- Flecha ´09, Madrid, España (2009)
- “Arturo Berned”, Estudio Lamela, Madrid, España (2008)
- Obra plástica de arquitectos. Fundación Cultural COAM, Madrid, España (2000)
- Objetos cotidianos. Galería Vanguardia, Bilbao, España (1998).

## Premios
- Seleccionado Concurso Internacional escultura pública Parque del Levante, Murcia (2013)
- Primer Premio Concurso Internacional Escultura Monumental Puerto Venecia, Zaragoza (2012)
- Primer premio Concurso Internacional Puerta Escultura FlagshipLoewe, Madrid (2001)
- Seleccionado en el Premio Internacional de Escultura Construcciones Sacejo, Oviedo (2007)
- Premio Internacional de Escultura de Caja Extremadura, Cáceres (2008)

## Colecciones
- Colección Kells
- Fundación AZCONA
- Colección GMP
- Ayuntamiento de Coral Gables, Miami
- Colección Ritz Carlton
- Ayuntamiento de Tokio
- Museo Mori
- Colección MITSUI
- Colección IVAM
- Colección CHRISTIAN DIOR**
- Colección BMW
- Colección GESTAMP
- Colección Grupo CASER
- Ayuntamiento de Zaragoza
- Colección IBERDROLA
- Museo SÓLLER
- Fundación LOEWE
- Fundación Maraya
- Ministerio de Economía y Hacienda
- UNESID Unión de Empresas Siderúrgicas
- Museo Modernista Can Prunera, Palma de Mallorca